# Black Lamp
Black Lamp is een computerspel uit 1988 dat werd uitgegeven door Firebird Software voor diverse platforms. Het doel van het spel is verschillende kleuren lampen een voor een terug te brengen. Het speelveld bevat verschillende kamers die met elkaar verbonden zijn door middel van ladders.

## Platforms
| Jaar | Platform                                   |
| ---- | ------------------------------------------ |
| 1988 | Amiga, Atari ST, Commodore 64, ZX Spectrum |
| 1989 | Atari 8-bit                                |

## Ontvangst
| Beoordeeld door                       | Platform    | Datum      | Score |
| ------------------------------------- | ----------- | ---------- | ----- |
| ASM (Aktueller Software Markt)        | Atari ST    | april 1988 | 92%   |
| The Games Machine (GB)                | Atari ST    | maart 1988 | 86%   |
| ACE (Advanced Computer Entertainment) | Atari ST    | maart 1988 | 81%   |
| Happy Computer                        | Atari ST    | maart 1988 | 77%   |
| Power Play                            | Amiga       | juli 1988  | 65%   |
| Tilt                                  | Atari 8-bit | maart 1990 | 65%   |
| Power Play                            | Atari ST    | maart 1988 | 65%   |